# Triglitz
Triglitz é um município da Alemanha, situado no distrito de Prignitz, no estado de Brandemburgo. Tem 31,53 km² de área, e sua população em 2019 foi estimada em 497 habitantes.